# Programma ISEE

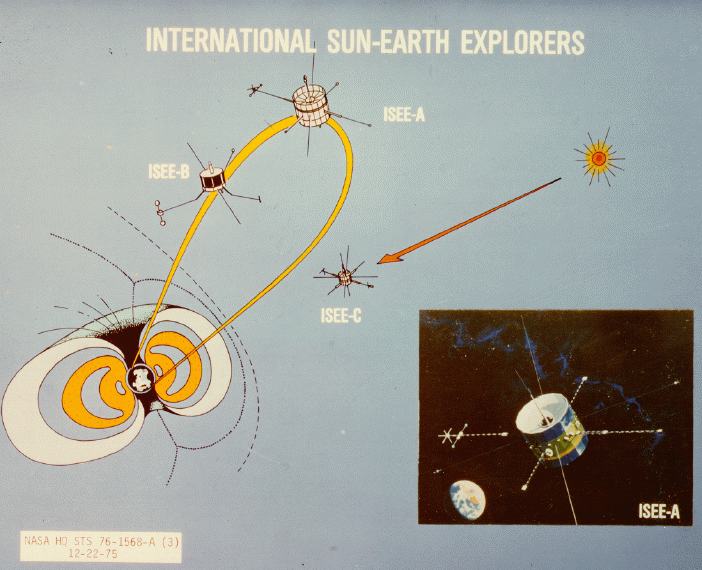
Schema illustrativo delle orbite dei 3 satelliti del programma ISEE e della magnetosfera terrestre

Il Programma ISEE (il cui acronimo sta per International Sun-Earth Explorer) è un programma spaziale sviluppato congiuntamente da Agenzia Spaziale Europea (ESA) e NASA per lo studio delle interazioni tra il vento solare e la magnetosfera terrestre.
Nel corso del programma sono stati lanciati 3 satelliti artificiali: i primi 2, ISEE-1 (satellite fornito dalla NASA, noto anche come ISEE-A) ed ISEE-2 (satellite sviluppato dall'ESA, noto anche come ISEE-B), vennero lanciati in simultanea il 22 ottobre 1977 ed inaugurarono una nuova tecnica di studio della magnetosfera, consentendo di rimuovere l'ambiguità tra la variazione spaziale e temporale dei fenomeni osservati ai limiti di tale regione dello spazio; il terzo, ISEE-3, in seguito ribattezzato International Cometary Explorer (ICE) e lanciato il 12 agosto 1978, fu il primo satellite piazzato in orbita attorno al punto di Lagrange L1 e sorvolò la cometa Giacobini-Zinner nel 1985 e la cometa di Halley nel 1986. 